# Евсенёв, Иван Петрович
Иван Петрович Евсенёв — советский хозяйственный, государственный и политический деятель.

## Биография
Родился в 1928 году в селе Матышево. Член КПСС.
С 1943 года — на хозяйственной, общественной и политической работе. В 1943—1988 гг. — колхозник, зоотехник-селекционер, главный зоотехник конезавода, главный зоотехник Кокчетавского облсельхозуправления, второй секретарь Келлеровского райкомапартии, зам., первый зам. начальника Кокчетавского облсельхозуправления, заведующий отделом Кокчетавского обкома партии, заместитель председателя Целинного крайплана, инслектор ЦК Компартии Казахстана, второй секретарь Талды-Курганского обкома партии, председатель Талды-Курганского обписполкома, заместитель председателя КНК Казахской ССР
Избирался депутатом Верховного Совета Казахской ССР 8-го и 9-го созывов. Делегат XXV съезда КПСС.
Жил в Казахстане.